# Can Sagrera (Arenys de Munt)
Can Sagrera o Vil·la Nieves és una obra historicista d'Arenys de Munt (Maresme) protegida com a Bé Cultural d'Interès Local.

## Descripció
Antic mas ubicat a l'oest del parc municipal de Can Jalpí, sobre un petit turó. Està format per un conjunt de diversos edificis juxtaposats. El volum principal, d'estil senyorial i orientat a llevant, és de planta quadrada i té planta baixa, dos pisos i una teulada a dues aigües no visible a peu de carrer. S'hi accedeix a través d'unes escales que conflueixen a la planta baixa de la façana principal. Aquesta última té tres eixos de composició vertical delimitats per estretes faixes que recorren verticalment la façana. Els diferents pisos, a més, estan separats visualment per franges d'esgrafiats horitzontals.
A la planta baixa hi ha tres obertures rectangulars, una de les quals constitueix la porta principal d'accés a l'immoble, centrada. Totes tres presenten un emmarcament i un frontó triangular decorat segons un llenguatge clàssic. Al segon pis, tres obertures més situades de manera simètrica respecte de la planta inferior s'obren a un mateix balcó corregut, amb una balustrada de pedra. La part central d'aquest balcó sobresurt per formar un porxo de secció quadrangular que cobreix la porta principal, suportat per dues columnes circulars.
Al pis superior, les obertures -més petites que la resta- se situen al centre de cadascun dels eixos verticals en grups de tres; es tracta de finestres coronelles d'arc de mig punt amb emmarcament de pedra i un ampit.
Les obertures marquen un ritme tant horitzontal com vertical, essent aquest últim més ressaltat per la presència del porxo i l'ús d'un revestiment vermellós en la crugia central.
Remata la façana una balustrada de pedra amb un frontó triangular al centre, tot amagant la teulada de dos aiguavessos.
Darrere de l'edifici principal hi ha altres volums que corresponen a l'antic mas i que són utilitzats com a dependències auxiliars. Es tracta de cossos de planta rectangular, amb planta baixa i pis i coberta de dues aigües amb el carener paral·lel a la façana principal. La porta d'accés a un d'aquests immobles presenta una llinda amb la data 1773.
Can Sagrera també compta amb un pati amb una gran bassa, un pou, una pèrgola, un safareig, una sínia i un petit estany amb una font que té la data 1887. Hi ha, a més, un jardí romàntic amb escultures neoclàssiques. Pel que fa a la sínia, aquesta està coberta per una teulada de secció octogonal formada per una fina estructura de fusta i teula plana, i suportada per pilars de maó pintats. Al centre de la construcció encara hi ha part de la maquinària.